# Valmue
Valmue (Papaver) er en slægt med 50-120 arter, der er udbredt i de tempererede egne af Europa og Asien samt i Nord- og Sydafrika og i Australien. Arterne er stauder, enårige eller toårige urter med hvid eller gul mælkesaft, som indeholder giftige alkaloider. Bladene er skruestillede og samlet i en grundstillet roset. De kan være hele eller sammensatte. Blomsterne sidder endestillet enten enkeltvis eller samlet i klaseagtige stande. Blomsterne er regelmæssige med affaldende bægerblade og lysviolette, hvide gule eller røde kronblade. Frugten er en kapsel, der åbner sig med porer, hvor de mange olieholdige frø kan drysse ud.
Flere arter er vildtvoksende i Danmark. Opiumvalmuen dyrkes som prydplante i vores haver. Dens frø bruges til fremstilling af "birkes", og man laver opium og andre opiater af dens indtørrede mælkesaft. I det følgende beskrives kun de arter, som er vildtvoksende i Danmark, eller som bliver dyrket her.
| Beskrevne arter |

- Alpevalmue (Papaver alpinum)
- Gærdevalmue (Papaver dubium)
- Kornvalmue (Papaver rhoeas)
- Kæmpevalmue (Papaver bracteatum)
- Køllevalmue (Papaver argemone)
- Opiumvalmue (Papaver somniferum)
- Orientalsk valmue (Papaver orientale)
- Sibirisk valmue (Papaver nudicaule) eller Islandsk Valmue

| Andre arter |

- Papaver aculeatum
- Papaver alboroseum
- Papaver arenarium
- Papaver armeniacum
- Papaver atlanticum
- Papaver californicum
- Papaver commutatum
- Papaver dahlianum
- Papaver fugax
- Papaver glaucum
- Papaver humile
- Papaver hybridum
- Papaver lapponicum
- Papaver lateritium
- Papaver macounii
- Papaver macrostomum
- Papaver monanthum
- Papaver oreophilum
- Papaver pavoninum
- Papaver persicum
- Papaver pilosum
- Papaver pseudo-orientale
- Papaver pseudocanescens
- Papaver radicatum
- Papaver rubroaurantiacum
- Papaver rupifragum
- Papaver schinzeanum
- Papaver spicatum
- Papaver umbonatum